# عبد الرحمن الفيحان
عبد الرحمن الفيحان (من مواليد 24 يونيو 1986) هو رامي الكويت شارك في منافسات الرماية للرجال في دورة الألعاب الأولمبية الصيفية 2016. شارك ضمن فريق الرياضيين الأولمبيين المستقلين.

## المسيرة الرياضية
في يناير 2016 فاز بميدالية ذهبية وحصة أولمبية بينما كان ينافس تحت راية الاتحاد الدولي للرماية في تصفيات التأهل الآسيوية 2016 في نيودلهي، الهند. وكانت اللجنة الأولمبية الدولية قد فرضت تعليقًا على اللجنة الأولمبية الكويتية في أكتوبر 2015 نتيجة للتشريع الذي قدمته الحكومة الكويتية والذي كان من الممكن أن يؤثر على استقلالية المنظمات الرياضية في البلاد.